# Neolythria nubiferaria
Neolythria nubiferaria là một loài bướm đêm trong họ Geometridae.